# Benedikt Dreyer
Benedikt Dreyer (* vor 1495; † nach 1555) war ein deutscher Bildschnitzer und Maler.

## Leben

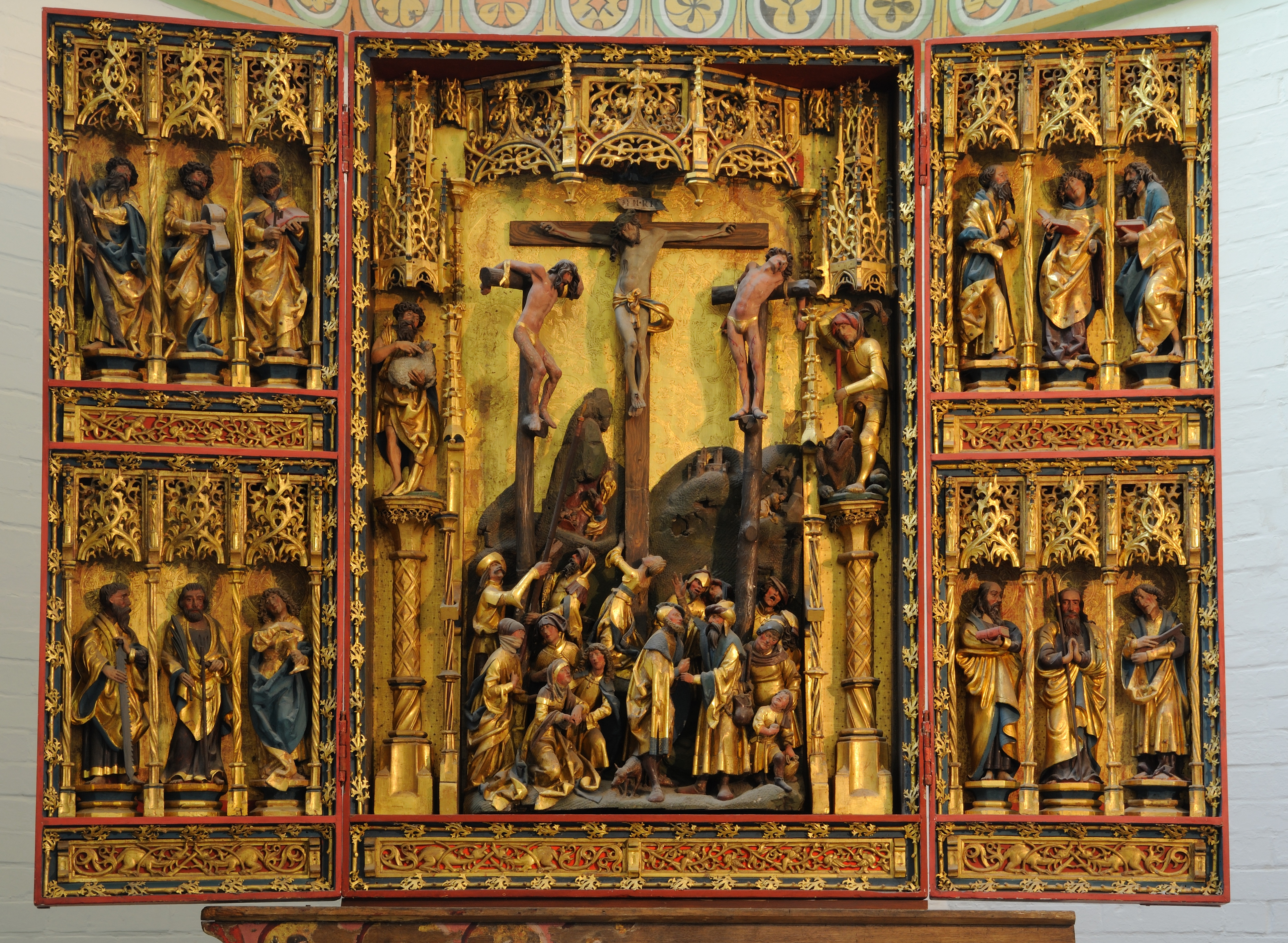
Benedikt Dreyer: Taufaltar in St. Johannis in Lüneburg

Dreyer ist nach einer Gesellentätigkeit in Lüneburg (1506/07) durch Hausbesitz in Lübeck bis 1555 urkundlich nachgewiesen.

## Werke
Aus seiner Hand geschaffene Altäre, der Antonius-Altar (ca. 1522) aus der abgerissenen Maria-Magdalenenkirche des Burgklosters und ein Altar aus der Kirche von Tramm, sind Bestandteil der großartigen Sammlung mittelalterlicher sakraler Kunst im St.-Annen-Museum in Lübeck. Außerdem werden ihm im Heiligen-Geist-Hospital Gottvater mit dem toten Christus sowie die Wappenschilde der England-, Bergen- und Nowgorodfahrer (heute im St.-Annen-Museum) zugeschrieben. Der Schnitzaltar für die Lendersdorfer Pfarrkirche St. Michael befindet sich noch dort; ursprünglich zugehörige Figurengruppen sind heute im Metropolitan Museum of Art und im RISD Museum in Providence, Rhode Island. Ein weiterer Altar Dreyers aus der Kirche von Birket auf der dänischen Insel Lolland befindet sich im Nationalmuseet in Kopenhagen.
1533/34 schuf Dreyer eine Kanzel mit reformatorischen Bildmotiven für die Marienkirche. Das nur drei Jahre nach Durchführung der Reformation in Lübeck entstandene Kunstwerk ist eines der ältesten und bedeutendsten Bildwerke der Reformationszeit in Norddeutschland. 1699, als die Marienkirche eine neue Kanzel im Barockstil erhielt, wurde die Kanzel nach Zarrentin am Schaalsee verkauft, wo sie heute noch in der Kirche Zarrentin genutzt wird.